# برج أفاز تويست
برج أفاز تويست (بالإنجليزية: Avaz Twist Tower) هي ناطحة سحاب تقع في سراييفو عاصمة البوسنة والهرسك، يبلغ طول البرج 176 متر، يعد البرج مقر للصحيفة البوسنية اليومية لدنيفني أفاز وهي شركة صحيفة بوسنية، بالإضافة لبلدية سراييفو المركزية.

## البناء
بدأ بناء البرج الذي يقع في مدينة مارجين دفور المجاورة لمدينة سراييفو في عام 2003، وتم الانتهاء من بنائه في عام 2008، وأبرز ما يميز البرج هي واجهته الملتوية.

## وصلات خارجية
- معرض صور برج أفاز تويست